# 喬阿帕省

喬阿帕省是智利的54個省份之一，位於該國中北部，由科金博大區負責管轄，首府設於伊亞佩爾，面積10,131平方公里，2002年人口81,681，人口密度每平方公里8.1人。